# Zhuhai Championships
Zhuhai Championships – męski turniej tenisowy kategorii ATP Tour 250 zaliczany do cyklu ATP Tour, rozgrywany na kortach twardych w chińskim Zhuhai w sezonach 2019 i 2023.

## Mecze finałowe

### Gra pojedyncza mężczyzn
| Rok        | Zwycięzca       | Finalista          | Wynik          |
| 2023       | Karen Chaczanow | Yoshihito Nishioka | 7:6(2), 6:1    |
| 2022– 2020 | Nie rozgrywany  | Nie rozgrywany     | Nie rozgrywany |
| 2019       | Alex de Minaur  | Adrian Mannarino   | 7:6(4), 6:4    |

### Gra podwójna mężczyzn
| Rok        | Zwycięzcy                  | Finaliści                          | Wynik          |
| 2023       | Jamie Murray Michael Venus | Nathaniel Lammons Jackson Withrow  | 6:4, 6:4       |
| 2022– 2020 | Nie rozgrywany             | Nie rozgrywany                     | Nie rozgrywany |
| 2019       | Sander Gillé Joran Vliegen | Marcelo Demoliner Matwé Middelkoop | 7:6(2), 7:6(4) |